# NGC 1405
NGC 1405 (również PGC 13512) – galaktyka soczewkowata (S0), znajdująca się w gwiazdozbiorze Erydanu. Odkrył ją Francis Leavenworth 26 grudnia 1885 roku.